# Charles Ponzi
Charles Ponzi (Lugo, 3 maart 1882 – Rio de Janeiro, 
18 januari 1949) was een Italiaanse immigrant in de Verenigde Staten die bekend werd als oplichter. 'Ponzifraude' is naar zijn frauduleuze investeringsplan vernoemd. Ponzi hanteerde verschillende aliassen waaronder Ponei, Charles P. Bianchi, Carl en Carlo.

## Biografie

### Jeugd
Ponzi's jongere jaren zijn moeilijk na te trekken, aangezien hij hierover allerlei valse gegevens de wereld in hielp. Zo beweerde hij bijvoorbeeld geboren te zijn in Parma, maar is hij in werkelijkheid geboren in Lugo. Hij heeft aan de La Sapienza-universiteit van Rome gestudeerd, maar vulde zijn tijd met uitgaan en feesten. Hij maakte zijn studie niet af en vertrok in 1903 naar de Verenigde Staten.

### Beginjaren in de Verenigde Staten
Ponzi zette in de Verenigde Staten zijn eerste stappen op het slechte pad. Hij had aanvankelijk verschillende baantjes en leerde snel Engels. In een restaurant werkte hij als bordenwasser en werd gepromoveerd tot kelner. Hij werd ontslagen wegens diefstal en verduistering: hij gaf onder andere klanten te weinig geld terug en hield het verschil.
In 1907 verhuisde Ponzi naar Montreal en vond een baantje bij de Zarossi Bank. Deze richtte zich op Italiaanse immigranten en betaalde hen een royale rentevergoeding. De bank had een aantal verliezen geleden op slechte onroerend goedinvesteringen en betaalde inmiddels de rente niet meer uit investeringen maar uit gelden van nieuwe rekeninghouders. De bank ging failliet en Luigi Zarossi vluchtte met een groot bedrag naar Mexico.
Ponzi was niet rechtstreeks bij de fraude betrokken, maar het vond onder zijn ogen plaats. Hij nam een deel van de zorg voor Zarossi's gezin op zich. Omdat hij nu geen geld en geen baan had, probeerde hij een valse cheque van een van Zarossi's klanten te innen. Ponzi liep vrij snel tegen de lamp en werd voor de vervalsing tot drie jaar gevangenisstraf veroordeeld. Ponzi maakte zijn moeder in zijn brieven wijs dat hij een baan had als cipier.
Terug in de Verenigde Staten werd hij in 1911 opnieuw tot celstraf veroordeeld wegens betrokkenheid bij hulp aan illegale Italiaanse immigranten. Deze keer verdween hij twee jaar achter de tralies. Daar leerde hij criminelen als Ignatio Lupo en Charles Morse kennen. Morse, die vervroegde vrijlating bewerkstelligde door een ziekte te veinzen door slecht te eten, had een grote invloed op Ponzi.
Na zijn vrijlating in 1913 ontmoette Ponzi Rose Maria Gnecco, een Italiaanse immigrante met wie hij in 1918 trouwde. Hij probeerde verschillende zaken op te zetten die geen van alle succesvol waren. Hieronder was het idee voor een 'Gouden Gids', waar hij geen geïnteresseerden voor kon vinden.

### Ponzifraude
Vrij snel daarna ontving Ponzi een brief uit Spanje met daarin een International postal Reply Coupon (IRC). Een IRC was een coupon die kon worden ingewisseld voor postzegels met dezelfde waarde. Het was praktijk dat bedrijven die portokosten voor internationale retourzendingen en -correspondentie voor hun rekening namen een IRC bijsloten, omdat postzegels slechts in één land gebruikt kunnen worden. Omdat Italië te kampen had met inflatie nam de waarde van Italiaanse IRC's in dollars af, terwijl de nominale waarde niet werd aangepast. Een Italiaanse IRC was bijvoorbeeld één dollar waard, terwijl inmiddels met die ene dollar meer lires dus meer IRC's konden worden gekocht. Ponzi wilde deze IRC's kopen, ze wisselen in Amerikaanse postzegels en vervolgens de postzegels verkopen. Dit was een vorm van arbitrage, op zich niet illegaal. Hij zette hiervoor een onderneming op, de Securities Exchange Company.
De Securities Exchange Company beloofde investeerders een rendement van 50% op hun investering in 45 dagen. Ponzi huurde agenten in die op commissiebasis voor hem werkten. Degenen die investeerden, kregen hun rendement en inleg uitbetaald en het nieuws verspreidde zich snel. In februari 1920 had Ponzi $ 5.000 verdiend, in maart $ 30.000, in mei $ 420.000 en in juli miljoenen. Hij belegde zijn geld in de Hannover Trust Bank in de hoop te zijner tijd door de grootte van zijn bezittingen invloed op hun beleid uit te kunnen oefenen. Hij kocht een luxueus huis en een eersteklas overtocht naar Amerika voor zijn moeder. Ponzi was een held en rolmodel voor alle Italiaanse Amerikanen en werd bejubeld waar hij kwam.
De Securities Exchange Company kocht met het geld echter geen IRC's zoals de investeerders werd voorgespiegeld. In plaats daarvan werden inleg en rendement terugbetaald van de inleg van nieuwe deelnemers. Veel mensen die hun geld terugverdienden werden door hebzucht verblind en herinvesteerden alles wat ze hadden in de Securities Exchange Company.

### Het kaartenhuis begint te wankelen
Ponzi betaalde de rendementen met de inleg van nieuwkomers. Hoewel het geld binnenstroomde, bouwde Ponzi financieel en bedrijfseconomisch gezien een nog grotere schuld op. Dit kon maar een beperkte tijd zo doorgaan. Ponzi probeerde niet te vluchten op het moment dat hij zoveel geld had dat hij nooit meer zou hoeven werken. Hij hoopte (volgens zijn autobiografie) op een bepaald moment via een mega-investering 'de boeken recht te zetten'.
In juli 1920 kwamen de eerste signalen dat Securities Exchange Company gebouwd was op drijfzand. De leverancier van Ponzi's meubilair begon een juridische procedure omdat Ponzi de meubels niet had betaald. Ook begon de Boston Post, die twee dagen eerder Ponzi nog de hemel had ingeprezen, op 26 juli een onderzoek naar de ware herkomst van Ponzi's succes. De analist Clarence Barron berekende dat Ponzi 160 miljoen IRC's moest hebben terwijl er volgens de gegevens 27.000 waren gekocht door Ponzi's onderneming. De autoriteiten begonnen belangstelling voor hem te krijgen, hoewel Ponzi's openhartige houding ertoe leidde dat ze voorlopig nog geen onderzoek gelastten.
Kritische artikelen in de kranten leidden tot een stormloop op de Securities Exchange Company. Ponzi ontving de boze en bange menigte met koffie en gebak, verklaarde dat hij een deugdelijke onderneming leidde met deugdelijke investeringen en bood aan eenieder die dat wilde zijn inleg terug te betalen. Hij betaalde 2 miljoen dollar terug, wat de gemoederen bedaarde.

### Ondergang en arrestatie
De kous was hier niet mee af. De Boston Post bleef kritische artikelen publiceren, onder andere met foto's van Ponzi in de gevangenis. De autoriteiten van Massachusetts heropenden het onderzoek. Op 13 augustus werd Ponzi gearresteerd op beschuldiging van 86 punten, alle gerelateerd aan fraude. De politie werd hierbij gehinderd door woedende slachtoffers. Zij waren dermate verblind door Ponzi dat ze bleven vastklampen aan hun droom.
In november 1920 verklaarde Ponzi zich schuldig aan postfraude en werd tot vijf jaar gevangenisstraf veroordeeld door de federale autoriteiten. Direct daarna volgde een tweede veroordeling tot negen jaar, ditmaal door de staat Massachusetts. Ponzi probeerde naar Florida en Texas te vluchten, maar werd gearresteerd en teruggebracht om de straf uit te zitten. In Florida probeerde hij een soortgelijk systeem op te zetten, maar dit werd snel verijdeld.

### Na de vrijlating
In 1934 kwam Ponzi vrij en vertrok onmiddellijk naar Italië. Rose weigerde mee te gaan en de twee scheidden, hoewel ze contact bleven houden. In Europa bleef Ponzi proberen zijn frauduleuze handelingen voort te zetten, die geen van alle succesvol waren. Later emigreerde hij naar Brazilië, waar hij voor de luchtvaartmaatschappij Ala Littoria werkte. Aan deze baan kwam een voortijdig eind toen de Brazilianen in de Tweede Wereldoorlog de kant van de geallieerden kozen en de maatschappij opdoekten. De laatste jaren van zijn leven bracht Ponzi in armoede door in Brazilië.
In 1948 kreeg Ponzi een beroerte en een jaar later stierf hij.

## Terugblik
Ponzi's leven wordt gekarakteriseerd door onwaarheden. Zelfs over triviale zaken loog Ponzi en hij mat zichzelf allerlei aliassen aan. Daarbij wordt zijn leven gekarakteriseerd door armoede, vernedering en gevangenisstraffen, met daartussenin een enkel moment van glorie. Er zijn aanwijzingen dat hij ook zichzelf voor de gek hield, bijvoorbeeld met zijn plan een mega-investering te doen om zo op legale wijze zijn investeerders terug te kunnen betalen. Als voorbeeld van zo'n investering noemde hij het aankopen van een oud Amerikaans oorlogsschip om dit her in te richten tot een winkelcentrum. Vlak voor zijn overlijden betitelde hij zijn optreden in een laatste interview als "de grootste show sinds de landing van de Pelgrims". 
Vermoedelijk zijn 17.000 mensen voor miljoenen dollars door Ponzi opgelicht. De precieze omvang van de fraude heeft de Amerikaanse overheid nooit kunnen achterhalen.